# Ignazio Boschetto
Ignazio Boschetto (ur. 4 października 1994 roku w Bolonii) – włoski piosenkarz, członek włoskiego operowo-popowego trio Il Volo.

## Życiorys

### Wczesne lata
Ignazio Boschetto urodził się w Bolonii jako drugie dziecko Vita Boschettiego i Cateriny Licari. Razem ze starszą siostrą Antoniną został wychowany w Marsali. Zamiłowanie do muzyki zauważyli jego rodzice, od dzieciństwa miał talent nie tylko do śpiewania, ale też do grania na instrumentach oraz pisania tekstów. Jako młody artysta występował na licznych konkursach muzycznych i zajmował na nich wysokie miejsca. Występował również w musicalu Streetlight wystawianego w Teatro Impero w Marsali.

### Kariera muzyczna
W 2009 roku wziął udział w programie Ti lascio una Canzone organizowanym przez włoską stację Rai 1. Szczególnie szczęśliwym dla niego epizodem w tym konkursie był odcinek czwarty, w którym udało mu się wygrać piosenką Quando l’amore diventa poesia. W pierwszym odcinku show Ignazio wygrał nagrodę jury. W programie udział wzięli również Piero Barone oraz Gianluca Ginoble, który ostatecznie wygrał finał programu. W czwartym odcinku programu cała trójka zaśpiewała razem piosenkę „O’ sole mio”, a po zakończeniu sezonu programu zdecydowali się na utworzenie zespołu Il Volo.
W 2010 razem z Barone i Ginoble wziął udział w tworzeniu piosenki „We Are The World 25 for Haiti”. W lutym 2014 Ignazio miał możliwość współpracy z włoskim piosenkarzem, Roberto Amadè, który zakończyła się projektem koncertowym Amadè-Boschetto. Ignazio w tym projekcie był kompozytorem oraz twórcą tekstów do piosenek oraz wykonawcą.
W 2015 roku wygrali finał Festiwalu Piosenki Włoskiej w San Remo z utworem „Grande amore”, z którym reprezentowali Włochy w 60. Konkursie Piosenki Eurowizji organizowanym w Wiedniu. 23 maja wystąpili w finale imprezy i zajęła ostatecznie trzecie miejsce w finale z 292 punktami na koncie, dzięki czemu zdobyli uznanie i sławę w Europie.
W 2016 roku Il Volo wystąpiło z projektem Notte Magica – Tribute to Three Tenors. Na płycie o tym samym tytule znalazł się zapis koncertu, które trio zagrało w hołdzie „Trzem Tenorom”, czyli Plácido Domingo, José Carrerasowi i Luciano Pavarottiemu. Koncert miał miejsce we Florencji na Piazza San Lorenzo. Trasa koncertowa z orkiestrą symfoniczną przypada na 2017 rok.